# MLB Draft 2014
Der MLB Draft 2014, der Entry Draft der Major League Baseball, fand vom 5. bis 6. Juni 2014 statt.
Die Draftreihenfolge war umgekehrt zu den Platzierungen der MLB-Saison 2013, so dass das schlechteste Team des Vorjahres, die Houston Astros, die erste Wahl (Pick) hatten. Die Astros wählten Brady Aiken, es kam allerdings aus Zweifeln an seiner gesundheitlichen Situation nicht zu einer Vertragsunterschrift mit den Astros. Aiken spielte anschließend noch ein weiteres Jahr am College und war im MLB Draft 2015 erneut vertreten.
Kansas City Royals Erstrunden-Pick Brandon Finnegan war der erste der 2014 gedrafteten Spieler der sein MLB-Debüt gab. Finnegan debütierte als Relief Pitcher am 6. September 2014, also bereits 93 Tage nach dem Draft.

## Erstrundenwahl
| All-Star                             |
| 0*0 Spieler hat nicht unterschrieben |

| Pick | Spieler          | Team                          | Position | Schule                          |
| ---- | ---------------- | ----------------------------- | -------- | ------------------------------- |
| 01   | Brady Aiken*     | Houston Astros                | LHP      | Cathedral Catholic High School  |
| 02   | Tyler Kolek      | Miami Marlins                 | RHP      | Shepherd High School            |
| 03   | Carlos Rodon     | Chicago White Sox             | LHP      | NC State Wolfpack               |
| 04   | Kyle Schwarber   | Chicago Cubs                  | C        | Indiana                         |
| 05   | Nick Gordon      | Minnesota Twins               | SS       | Olympia High School Florida     |
| 06   | Alex Jackson     | Seattle Mariners              | OF       | Rancho Bernardo High School     |
| 07   | Aaron Nola       | Philadelphia Phillies         | RHP      | LSU                             |
| 08   | Kyle Freeland    | Colorado Rockies              | LHP      | Evansville                      |
| 09   | Jeff Hoffman     | Toronto Blue Jays             | RHP      | East Carolina                   |
| 10   | Michael Conforto | New York Mets                 | OF       | Oregon State                    |
| 11   | Max Pentecost    | Toronto Blue Jays             | C        | Kennesaw State                  |
| 12   | Kodi Medeiros    | Milwaukee Brewers             | LHP      | Waiakea High School             |
| 13   | Trea Turner      | San Diego Padres              | SS       | NC State                        |
| 14   | Tyler Beede      | San Francisco Giants          | RHP      | Vanderbilt                      |
| 15   | Sean Newcomb     | Los Angeles Angels of Anaheim | LHP      | Hartford                        |
| 16   | Touki Toussaint  | Arizona Diamondbacks          | RHP      | Coral Springs Christian Academy |
| 17   | Brandon Finnegan | Kansas City Royals            | LHP      | TCU                             |
| 18   | Erick Fedde      | Washington Nationals          | RHP      | UNLV                            |
| 19   | Nick Howard      | Cincinnati Reds               | RHP      | Virginia                        |
| 20   | Casey Gillaspie  | Tampa Bay Rays                | 1B       | Wichita State                   |
| 21   | Bradley Zimmer   | Cleveland Indians             | OF       | San Francisco                   |
| 22   | Grant Holmes     | Los Angeles Dodgers           | RHP      | Conway High School              |
| 23   | Derek Hill       | Detroit Tigers                | OF       | Elk Grove High School           |
| 24   | Cole Tucker      | Pittsburgh Pirates            | SS       | Mountain Pointe High School     |
| 25   | Matt Chapman     | Oakland Athletics             | 3B       | Cal State Fullerton             |
| 26   | Michael Chavis   | Boston Red Sox                | SS       | Sprayberry High School          |
| 27   | Luke Weaver      | St. Louis Cardinals           | RHP      | Florida State                   |